# Atomic Weapons Establishment
L'Atomic Weapons Establishment (AWE) est une installation de recherche du ministère de la Défense du Royaume-Uni chargée de la conception, de la fabrication et du soutien des ogives pour les armes nucléaires du Royaume-Uni.
Il est le successeur de l'Atomic Weapons Research Establishment (AWRE) avec son site principal situé sur l'ancienne RAF Aldermaston (en) à Aldermaston, et dispose de grandes installations à Burghfield, Blacknest (à Brimpton Common) et RNAD Coulport.
AWE plc, responsable des opérations quotidiennes d'AWE, appartient à un consortium composé de Jacobs Engineering Group, Lockheed Martin UK (en) et Serco via AWE Management Ltd, qui détient un contrat de 25 ans (jusqu'en mars 2025) pour exploiter AWE. Tous les sites appartiennent au gouvernement du Royaume-Uni, qui détient une part privilégiée dans AWE plc. En novembre 2020, le ministère de la Défense déclenche la rupture du contrat et annonce prendre possession d'AWE Plc en juillet 2021,.
L'établissement est la destination finale de la marche annuelle de la Campagne pour le désarmement nucléaire qui part de Trafalgar Square, à Londres.

## Historique

### Atomic Weapons Research Establishment
Le programme britannique d'armement nucléaire, alors opéré sous le nom de projet High Explosive Research (en) au sein du ministère de l'approvisionnement, s'installe le 1er avril 1950 sur l'ancienne base RAF Aldermaston (en). L'aérodrome a été construit pendant la Seconde Guerre mondiale, et a été utilisé par la Royal Air Force et par la 8th et la 9th Air Force de l'armée des États-Unis comme base de transport (C-47) sous le nom de « USAAF station no 467 ».
Le High Explosive Research est rebaptisé Atomic Weapons Research Establishment (AWRE), William Penney est nommé premier directeur.

### Changements de propriété
En 1954, l'AWRE est transféré à la nouvelle United Kingdom Atomic Energy Authority (UKAEA). En 1971, les activités de production de l'UKAEA sont transférées à la British Nuclear Fuels Ltd. (BNFL).
En 1973, l'AWRE est transféré à la direction des achats du ministère de la Défense. Certaines parties des processus de production d'armes de l'AWRE sont menées dans deux usines royales (ROF): ROF Burghfield et ROF Cardiff. En 1984, ces deux ROF sont séparées des autres ROF et forment une société de défense publique, Royal Ordnance plc, privatisée en 1987. ROF Burghfield et ROF Cardiff restent au sein du Procurement Executive et passent sous le contrôle d'AWRE.

### Création d'AWE
En 1987, l'AWRE est combiné avec ROF Burghfield et ROF Cardiff pour former l'Atomic Weapons Establishment (AWE). Ces sites sont renommés AWE Burghfield et AWE Cardiff (ce dernier ferme en 1997).
Le nouvel établissement reste sous la responsabilité du ministère de la Défense. Cependant, en 1989, le gouvernement britannique annonce son intention de trouver une société privée appropriée pour gérer AWE dans le cadre d'un accord de propriété publique/gestion par un entrepreneur (GO-CO).

### Gestion privée
En 1993, le gouvernement attribue un contrat à Hunting-BRAE, un consortium de Hunting Engineering (en), Brown and Root et AEA Technology (en). Pendant la gestion de Hunting-BRAE, AWE retire du service la bombe nucléaire WE177 (en) de la RAF. En 1998, l'entreprise fait l'objet de deux poursuites pour manquement à la sécurité, l'une pour rejet de tritium dans un ruisseau voisin et l'autre pour un incident au cours duquel deux travailleurs ont inhalé du plutonium.
En 1999, Hunting-BRAE perd le contrat au profit d'AWE Management Ltd (AWE ML), un consortium de BNFL, Lockheed Martin et Serco. La filiale d'AWE ML, AWE plc, assumé la responsabilité de l'exploitation de tous les sites AWE à partir du 1er avril 2000. Il ne s'agit pas d'une privatisation complète car le ministère de la Défense continue de détenir tous les sites AWE ainsi qu'une part en d'AWE plc.
Les critiques soulignent que BNFL et Lockheed Martin n'ont pas des dossiers de sécurité parfaits. BNFL subit des révélations embarrassantes de contrôles de qualité falsifiés dans les combustibles nucléaires, et Lockheed fait l'objet de rapports cinglants sur l'exploitation des installations nucléaires américaines. Les échecs de Lockheed comprennent des problèmes de sécurité sur l'Y-12 National Security Complex d'Oak Ridge, dans le Tennessee, une usine d'armes américaine similaire à certains égards à Aldermaston.
En décembre 2008, la part de BNFL dans AWE Management Ltd est vendue à Jacobs Engineering Group, une société américaine de services d'ingénierie.
Depuis environ 2013, l'Office for Nuclear Regulation (ONR) accorde aux deux sites AWE une attention accrue en raison de « problèmes de sécurité et de conformité, et de la poursuite des opérations dans des installations vieillissantes en raison de retards dans la livraison d'installations de remplacement standard modernes ». L'ONR prévoit un retour d'AWE à des conditions réglementaire normale en 2021, une fois les nouvelles installations terminées.
Des scientifiques de l'AWE sont impliqués dans des tests de détection de poison radioactif après l'empoisonnement d'Alexandre Litvinenko. Aucun rayon gamma n'est détecté, cependant, la BBC rapporte qu'un scientifique de l'AWE qui a travaillé sur le premier programme britannique de bombe atomique des décennies auparavant, a reconnu un petit pic à une énergie de 803 kiloélectrons volts (keV) comme signal gamma du polonium-210, un élément critique des premières bombes nucléaires, qui conduit au diagnostic correct. D'autres tests utilisant la spectroscopie pour détecter le rayonnement alpha confirment le résultat.
En juillet 2015, l'Office for Nuclear Regulation émet un avis d'amélioration à AWE exigeant qu'il démontre qu'il a une stratégie à long terme pour gérer les déchets radioactifs plus actifs afin de réduire le risque pour le public et ses employés.

### Nationalisation
En novembre 2020, le ministère de la Défense déclenche la rupture du contrat et annonce prendre possession d'AWE Plc en juillet 2021,. Sir John Manzoni (en) est désigné comme président et assumera officiellement le rôle de président du conseil d'administration à partir du 1er juillet 2021.

## Opérations

### Responsabilités d'AWE
AWE a pour mission d'aider le Royaume-Uni à maintenir un minimum de dissuasion nucléaire crédible et efficace, pour cela l'établissement à pour objectif de:
- Maintenir les ogives de la dissuasion nucléaire Trident en service de manière sûre et fiable.
- Maintenir la capacité de concevoir une nouvelle arme, si jamais cela s'avérait nécessaire.
- Terminer le démontage et l'élimination des anciennes ogives remplacées par Trident.
- Développer les compétences, les technologies et les techniques qui pourraient sous-tendre les futurs traités de limitation des armements.

Un important programme d’investissement a lieu au cours de la période de trois ans de 2005 à 2008, d’environ 350 millions de livres sterling par an, afin de garantir que l’ogive de missile Trident soit fiable et sûre pendant toute sa durée de vie prévue. De nouvelles installations et infrastructures de soutien sont nécessaires en l'absence d'essais nucléaires en direct qui ne sont plus autorisés en vertu du Traité d'interdiction complète des essais.
AWE coopère avec le Los Alamos National Laboratory aux États-Unis et d'autres laboratoires américains d'armes nucléaires pour effectuer des essais nucléaires sous-critiques sur le site d'essai souterrain du Nevada afin d'obtenir des données scientifiques afin de maintenir la sécurité et la fiabilité des armes nucléaires. Les essais sous-critiques ne sont pas interdits par le Traité d’interdiction complète des essais nucléaires. Le test le plus récent a lieu en février 2006.
Le coût du déclassement des installations AWE lorsqu'elles deviennent superflues, comprenant l'élimination des déchets nucléaires, est estimé à 3,4 milliards de livres sterling en 2005.

### Sécurité
Le 3 août 2010, un incendie se déclare dans la zone de traitement d'explosifs d'AWE Aldermaston, entraînant l'évacuation des habitants voisins. Des enquêtes menées par un journal local révèlent que du 1er avril 2000 au 5 août 2011, 158 incendies se sont déclarés sur les sites AWE, les pompiers étant appelés à faire face aux alarmes en moyenne quatre fois par semaine pendant cette période. AWE plc est poursuivi pour trois chefs d'accusation liés à la santé et à la sécurité après l'enquête sur l'incendie en 2010, la première audience dans cette affaire a lieu le 6 août 2012. Le 16 mai 2013, AWE plaide coupable d'une seule infraction contraire à la loi de 1974 sur la santé et la sécurité au travail.

### Failles de sécurité
En 2013, un lanceur d'alerte met en garde les autorités sur des manquements à la sécurité causés par des inconduites parmi les policiers gardant la base. Le ministère de la Défense déclare que la sécurité n'a jamais été menacée, mais la police du ministère de la Défense le considère comme un incident « critique ». Six officiers sont licenciés pour faute grave et 25 démissionnent.

## AWE Blacknest
Anciennement rattaché au ministère de la Défense, AWE Blacknest s'est spécialisé depuis plus de 40 ans dans la sismologie médico-légale, recherchant des techniques permettant de distinguer les signaux sismiques générés par les explosions nucléaires souterraines de ceux générés par les tremblements de terre. Il se trouve à environ 1,6 kilomètre à l'ouest du site principal de l'AWE.
La fonction principale de Blacknest est de développer et de maintenir une expertise dans l'utilisation des techniques sismiques pour détecter et identifier les explosions souterraines. Cette expertise et ces techniques ont été utilisées dans le passé pour fournir au gouvernement britannique des évaluations sur les explosions nucléaires menées par d'autres pays. L'expertise doit être utilisée dans le cadre de la contribution de la Grande-Bretagne au Traité d'interdiction complète des essais nucléaires qui a été signé en 1996, mais qui, en 2015, n'était pas entré en vigueur.